# دین و ختنه
دین و ختنه (انگلیسی: Religion and circumcision) به طور کلی اندکی پس از تولد، در دوران کودکی یا در حوالی بلوغ به عنوان بخشی از مراسم گذر رخ می دهد. ختنه بیشتر در ادیان یهودیت و اسلام رواج دارد. ختنه به دلایل مذهبی بیشتر توسط اعضای ادیان یهودی و اسلامی انجام می شود.